# Olympische Winterspiele 2006/Teilnehmer (Neuseeland)
| Gelbes Symbol für Goldmedaillen mit stilisierten Olympischen Ringen | Graues Symbol für Silbermedaillen mit stilisierten Olympischen Ringen | Braundes Symbol für Bronzemedaillen mit stilisierten Olympischen Ringen |
| ------------------------------------------------------------------- | --------------------------------------------------------------------- | ----------------------------------------------------------------------- |
| —                                                                   | —                                                                     | —                                                                       |

Neuseeland nahm an den Olympischen Winterspielen 2006 im italienischen Turin mit einer Delegation von 18 Athleten teil.
Neuseeland nahm zum dreizehnten Mal an den Olympischen Winterspielen teil und verbuchte mit sieben Athleten mehr als 2002 einen neuen Teilnehmerrekord.

## Flaggenträger
Der Curlingspieler Sean Becker trug die Flagge Neuseelands sowohl während der Eröffnungs- als auch bei der Schlussfeier.

## Teilnehmer nach Sportarten

### Bob
- Alan Henderson
- Matt Dallow
- Stephen Harrison
- Angus Ross
- Aaron Orangi

### Curling
- Sean Becker
- Hans Frauenlob
- Dan Mustapic
- Lorne De Pape
- Warren Dobson

### Skeleton
- Ben Sandford
Herren: 10. Platz; 1:57,76 min; +1,88 s
- Louise Corcoran
Damen: 12. Platz; 2:03,09 min; +3,26 s

### Ski alpin
- Mickey Ross (Slalom)
- Erika McLeod (Riesenslalom)
- Nicola Campbell (Riesenslalom & Super G)

### Snowboard
- Mitchell Brown (Halfpipe)
- Kendall Brown (Halfpipe)
- Juliane Bray (Halfpipe & Boardercross)